# Edgar Salli
Edgar Nicaise Constant Salli (Garoua, 1992. augusztus 17. –) kameruni válogatott labdarúgó, az 1. FC Nürnberg játékosa. Posztját tekintve szélső középpályás.